# 陈旭 (1962年)
陈旭（1962年2月—），男，祖籍山東陽穀，生于浙江，中华人民共和国政治人物、外交官。大学毕业。现任中华人民共和国常驻联合国日内瓦办事处和瑞士其他国际组织代表、特命全权大使。

## 生平
1983年，毕业于复旦大学国政系。1985年，毕业于外交学院外交一系，进入中华人民共和国外交部工作。1985年至1988年，任外交部国际司科员、随员。1988年至1992年，任常驻联合国代表团随员、三秘。1992年至1998年，先后任外交部国际司三秘、二秘、副处长、处长。1998年，任常驻联合国代表团参赞。2001年，任常驻联合国代表团公使銜參贊。2003年，任新疆维吾尔自治区人民政府外事办公室副主任。2004年，任外交部国际司副司长。2008年，任外交部办公厅参赞。2010年，任外交部国际司司长。2013年4月，出任驻荷兰大使兼常驻禁止化学武器组织代表。2016年5月，任外交部欧洲司司长。2019年5月，出任常驻联合国日内瓦办事处和瑞士其他国际组织代表、大使。
陈旭是第十四届全国政协委员、外事委员会委员。

## 家庭
已婚，有一子。